# European Electronic Toll Service
Der European Electronic Toll Service (EETS) (dt.: Europäischer Elektronischer Mautdienst, EEMD) ist eine vom Europäischen Parlament und dem Rat der Europäischen Union erlassene Richtlinie, in der Grundsätze für ein internationales Abkommen zur Schaffung eines europäischen elektronischen Mautdienstes beschrieben werden. Das Ziel ist die Erschaffung eines Systems, das den Nutzern (EETS-User) erlaubt, von einem zugelassenen Dienstanbieter (EETS-Provider) ein Mautgerät (OBU) zu beziehen, welches mit allen angeschlossenen europäischen Gebührenerhebungssystemen (EETS-Domain) kompatibel ist.

## EETS in einzelnen Ländern
Deutschland
Federführend und Verwalter des deutschen Registers der EETS-Provider ist seit dem 6. Oktober 2009 das Bundesamt für Logistik und Mobilität in Köln.
Österreich
Die ASFINAG als Mautbetreiber des österreichischen Autobahn- und Schnellstraßennetzes stellt seit dem 11. Januar 2012 Vorgaben für künftige EETS-Anbieter zur Verfügung.
Schweiz
Seit Anfang 2021 kann die Maut in der Schweiz (Schwerverkehrsabgabe) über das EETS-System abgerechnet werden.
Belgien
Mit Einführung des satellitengestützten Mautsystems in Belgien am 1. April 2016 stellt Viapass die Vorgaben für die Registrierung und Zulassung von EETS-Anbietern.
Slowenien
Der slowenische Mautbetreiber DARS d.d. stellt seit der Einführung des Mautsystems Dars Go am 1. April 2018 die Vorgaben für EETS Anbieter in der EETS-Domain Slowenien.